# Крушители
«Круши́тели» (англ. Wrecking Crew) — банда суперзлодеев из комиксов издательства Marvel Comics, состоящая из четверых громил: Крушителя, Громобоя, Бульдозера и Забивальщика, созданная Леном Уэйном и дебютировшая в комиксе Defenders vol. 1, #17 в ноябре 1974 года.

## История команды
Будущий лидер банды — Дирк Гартвейт — был обычным преступником, но всегда мечтал о большем. И однажды ему несказанно повезло, колдунья из царства Асгард случайно заколдовала Дирка, перепутав его с богом обмана Локи. Дирк стал обладателем невероятной силы и выносливости — Крушителем. Однако богу грома Тору удалось засадить Гартвейта за решётку и лишить суперсилы, но не до конца… Волшебная сила передалась к его излюбленному оружию — лому. Вместе с тремя сообщниками Гартвейт сбежал и вернул себе оружие. Волшебная сила лома разделилась между четвёркой беглецов, превратив их в суперзлодеев — Крушителя, Громобоя, Забивальщика и Бульдозера. Вместе они стали мощной командой Крушителей, способной потягаться силой с самыми могучими супергеройскими альянсами.

## Участники
- Крушитель / Дирк Гартвейт

Способности: сверх-сила, повышенная выносливость, устойчивость к жаре и холоду.

Оружие: поглощающий и распределяющий энергию лом.

Значимость в команде:   главарь банды.
- Громобой / Эллиот Франклин

Способности: сверх-сила, повышенная выносливость, устойчивость к жаре и холоду.

Оружие: неразрушимое ядро на цепи.

Значимость в команде:   мозг банды.
- Бульдозер / Генри Кемп

Способности: сверх-сила, повышенная выносливость, устойчивость к жаре и холоду.

Оружие: бронированный шлем.

Значимость в команде: сила банды.
- Забивальщик / Брайан Филлип Калуски

Способности: сверх-сила, повышенная выносливость, устойчивость к жаре и холоду.

Оружие: пудовые кулаки.

Значимость в команде: пудовые кулаки банды.

## Крушители вне комиксов

### Телевидение
- Крушители появились в мультсериале Супергеройский отряд в эпизоде «To Err is Superhuman».
- Крушители появлялись в нескольких эпизодах мультсериала Мстители: Могучие герои Земли.
- Крушители появились в аниме DISK Wars Avengers.
- Появляются в мультсериале "Совершенный Человек-Паук", в 18 серии 1 сезона.
- Появляются в сериале «Женщина-Халк: Адвокат». Ник Гомес[англ.] сыграл Крушителя, Джастин Итон — Громобоя.

### Видеоигры
- Крушители появились в игре Spider-Man: The Animated Series на Sega Genesis и Super Nintendo.
- Вся команда Крушителей была мини-боссами в видеоигре Marvel: Ultimate Alliance.
- Команда появляется в качестве боссов в браузерной игре Marvel: Avengers Alliance.